# Florence (Carolina del Sud)
Florence è una città degli Stati Uniti d'America, capoluogo della Contea di Florence, nello stato della Carolina del Sud. Florence è famosa per i numerosi musei e monumenti dedicati alle guerre, principalmente la guerra civile, poiché è qui che una delle più sanguinose battaglie ha preso luogo.